# Mintkyssar

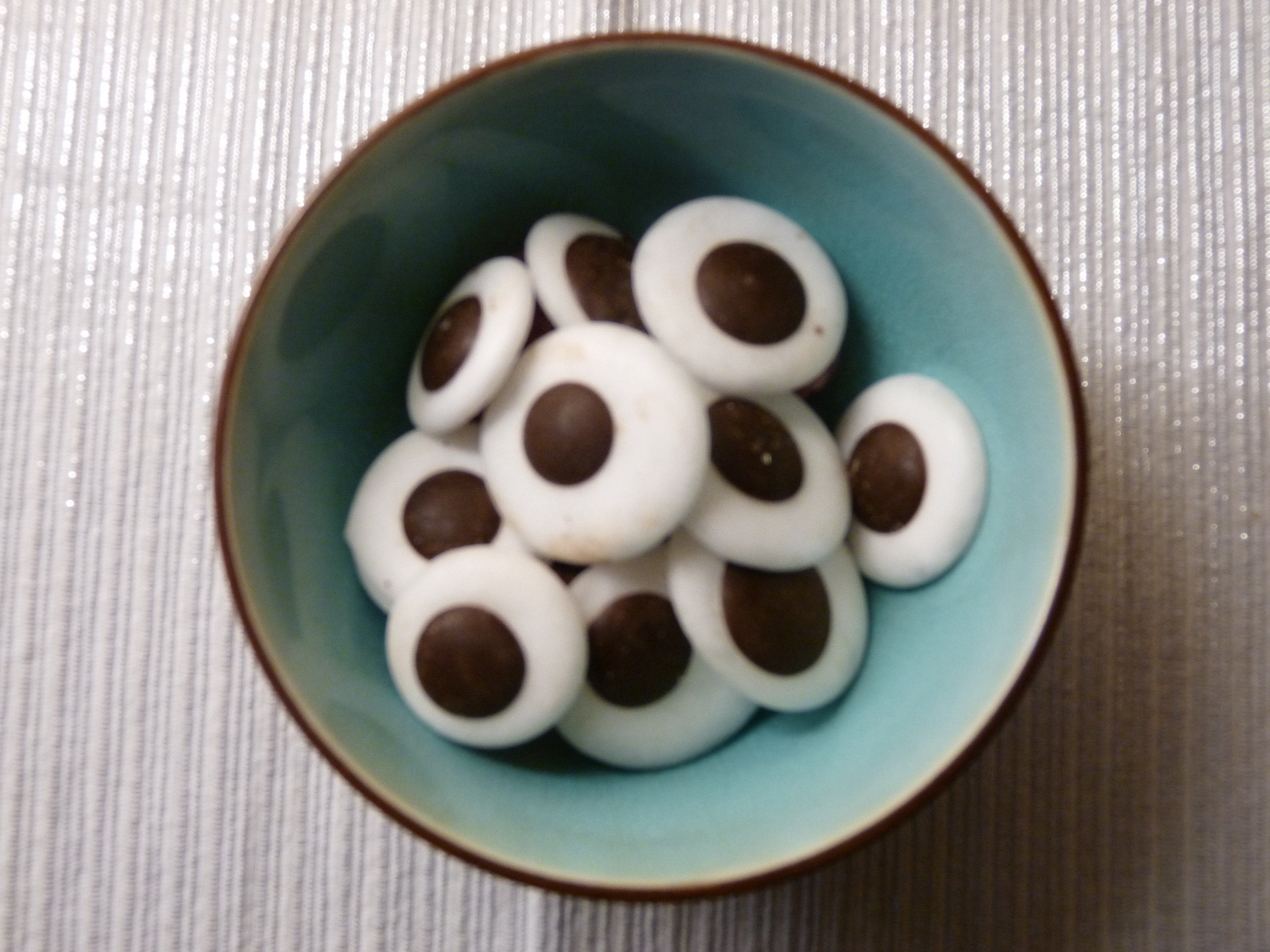
En skål med mintkyssar.

Mintkyssar eller chokladkyssar är ett slags konfekt som oftast bakas som julgodis. Mintkyssen smakar mint och har en klick mörk choklad på toppen.

## Tillagning
Mintkyssar görs genom att florsocker kokas upp i vatten, till en sockerlag, med en tillsats av ättikssprit. Efter att sockerlagen svalnat tillsätts pepparmyntolja, och massan sjuds till rätt konsistens under omrörning. Massan fördelas sedan i runda klickar på en plåt. När mintkyssarna stelnat smälts mörk choklad och spritsas på. Mintkyssar är vanligen vita, men karamellfärg kan användas i massan för att få fram andra färger.